# Carlos Diogo
Carlos Andrés Diogo Enseñat (Montevideo, Uruguay, 18 de julio de 1983), más conocido como Carlos Diogo, es un exfutbolista uruguayo, que desempeñaba como defensor lateral diestro. Participó en varias ocasiones en la selección de fútbol de Uruguay. Es hijo del también internacional uruguayo Víctor Diogo. Actualmente es entrenador del CD BOTORRITA - SZ MOTOR .

## Trayectoria
Formado en River Plate de Uruguay, participó en el primer equipo durante tres temporadas, de 2001 a 2004 antes de pasar al Peñarol para el torneo de clausura 2004. 
Para el comienzo de la temporada 2005, el River Plate de Argentina lo incorporó a su plantel, dándose a conocer internacionalmente. 
Así, para el verano de 2005 fichó al Real Madrid, club en el que permaneció una temporada, finalizando su etapa como jugador merengue en verano de 2006, cuando se convirtió en uno de los descartes de Fabio Capello y pasó a ser cedido al Real Zaragoza durante una campaña con opción de compra de 5 millones de euros al final de la misma, opción que previa negociación con el Real Madrid, ejerció para adquirir su propiedad.
El 7 de mayo de 2008, Diogo se rompió el ligamento cruzado anterior de la rodilla derecha al intentar alcanzar un balón durante el encuentro de liga que el Real Zaragoza disputaba contra el Valencia.
Se estimó que estaría de baja hasta finales de año. Sin embargo, una recaída retrasó su incorporación al plantel, y a finales de 2009, comenzó de nuevo a entrenar junto a sus compañeros.
El 12 de diciembre de 2009, en el encuentro contra el Athletic Club, Diogo vuelve a los terrenos de juego después de 19 meses de lesión. 
Jugó, asombrosamente, los 90 minutos, realizando un gran partido, demostrando la raza que le caracterizó durante toda su carreara, y logrando un gol desde fuera del área con la pierna izquierda en el minuto 92, que no serviría, sin embargo, para lograr la victoria del Real Zaragoza, la cual, a la postre, significaría la destitución de su técnico, Marcelino García Toral. 
La afición de La Romareda le recibiría a su vuelta con una merecida y calurosa ovación.
A 15 de julio de 2011, el Zaragoza en un comunicado en su página web declara que el jugador queda desvinculado del club para la temporada 2011-12, al no alcanzar un acuerdo de renovación, cerrando así un lustro defendiendo la elástica blanquilla.
Sin equipo durante principios de la siguiente temporada, ficha en enero de 2012 por el CSKA Sofia para los seis meses restantes del campeonato búlgaro, con una opción de prórroga por otros 2 años. 
Sólo dos semanas después de firmar con el conjunto de la capital búlgara, y sin haber disputado ni un solo partido oficial, rescinde su contrato con el CSKA.
Tras su mala experiencia en Bulgaría. no encontraría equipo para lo que restara de temporada.
Para la siguiente campaña volvería a Aragón para jugar una temporada con la Sociedad Deportiva Huesca que no salavaría la categoría al final de la misma y acabaría descendiendo a la Segunda División B de España.
Jugaría posteriormente en Bélgica con el K. A. A. Gante, donde permanecería media temporada. 
Tras encontrarse la restante media campaña sin equipo, retornaría al Real Zaragoza para el comienzo de la siguiente, la 2014-15 en Segunda División, de la que sin embargo sólo participaría de nuevo media temporada, para retirarse como jugador, debido a sus dolencias en los ligamentos, en enero de 2015, en el club que quizá más reconocimiento y cariño le dio.

## Selección nacional

### Participaciones en Copa América
| Copa              | Sede      | Resultado    | Part. | Goles |
| ----------------- | --------- | ------------ | ----- | ----- |
| Copa América 2004 | Perú      | Tercer lugar | 3     | 0     |
| Copa América 2007 | Venezuela | Cuarto lugar | 2     | 0     |

## Clubes
| Club               | País      | Año         | Part. | Goles |
| ------------------ | --------- | ----------- | ----- | ----- |
| River Plate        | Uruguay   | 2001-2003   | 74    | 3     |
| → Peñarol (cedido) | Uruguay   | 2004        | 37    | 4     |
| River Plate        | Argentina | 2005        | 21    | 1     |
| Real Madrid        | España    | 2005-2006   | 19    | 0     |
| Real Zaragoza      | España    | 2006-2012   | 118   | 7     |
| CSKA Sofia         | Bulgaria  | 2012        | 0     | 0     |
| Huesca             | España    | 2012-2013   | 28    | 3     |
| KAA Gent           | Bélgica   | 2013-2014   | 13    | 2     |
| Real Zaragoza      | España    | 2014        | 10    | 0     |
| Total              |           | 2001 - 2014 | 320   | 20    |